# Роя (приток Рутки)
Роя — река в России, протекает по Килемарскому району Республики Марий Эл Устье реки находится в 102 км от устья Рутки по левому берегу. Длина реки составляет 10 км.
Исток реки в болотах в 18 км к северо-западу от посёлка Килемары. Река течёт на юго-запад, всё течение проходит по ненаселённому лесу. Впадает в Рутку ниже посёлка Нежнурский.

## Данные водного реестра
По данным государственного водного реестра России относится к Верхневолжскому бассейновому округу, водохозяйственный участок реки — Волга от устья реки Ока до Чебоксарского гидроузла (Чебоксарское водохранилище), без рек Сура и Ветлуга, речной подбассейн реки — Волга от впадения Оки до Куйбышевского водохранилища (без бассейна Суры). Речной бассейн реки — (Верхняя) Волга до Куйбышевского водохранилища (без бассейна Оки).
Код объекта в государственном водном реестре — 08010400312110000043990.